# 欧百川
欧百川（1894年—1970年），男，贵州松桃人，中华人民共和国政治人物。

## 生平
1939年12月11日，國民政府令陸軍步兵中校歐百川晉任為陸軍步兵上校。
中华人民共和国成立后，担任贵州省人民政府民族事务委员会主任、贵州省人民代表会议协商委员会副主席。1954年，当选第一届全国人民代表大会代表。1954年，他当选为第一届全国人大代表。9月，他出席第一届全国人大第一次会议讨论宪法草案，期间并发言。